# Пара Рута — Аарона
Пара Рута — Аарона — понятие в теории чисел, каждая такая пара состоит из двух последовательных целых чисел (например 714 и 715), суммы простых множителей которых равны:
714 = 2 × 3 × 7 × 17
715 = 5 × 11 × 13
и
2 + 3 + 7 + 17 = 5 + 11 + 13 = 29
Если учитывать только различные простые делители, то первыми парами Рута — Аарона будут:
(5, 6), (24, 25), (49, 50), (77, 78), (104, 105), (153, 154), (369, 370), (492, 493), (714, 715), (1682, 1683), (2107, 2108)
(Меньшие числа из пар составляют последовательность A006145 в OEIS).
Если же учитывать повторения множителей (то есть 8 = 2×2×2 и 9 = 3×3 дадут 2+2+2 = 3+3), то первыми парами Рута — Аарона будут:
(5, 6), (8, 9), (15, 16), (77, 78), (125, 126), (714, 715), (948, 949), (1330, 1331)
(Меньшие числа из пар составляют  последовательность A039752 в OEIS).
Пересечение этих двух списков начинается с
(5, 6), (77, 78), (714, 715), (5405, 5406)
(Меньшие числа из пар составляют  последовательность A039753 в OEIS).
Любая пара Рута-Аарона из чисел, не содержащих квадратов, входит в оба списка с одинаковой суммой простых делителей.
Пересечение, однако, не ограничивается такими парами, оно содержит и не свободные от квадратов числа, например (7 129 199, 7 129 200) = (7×112×19×443, 24×3×52×13×457). Здесь 7+11+19+443 = 2+3+5+13+457 = 480, а также 7+11+11+19+443 = 2+2+2+2+3+5+5+13+457 = 491.
Имя парам дано Карлом Померанцом в честь бейсболистов Бэйба Рута и Хэнка Аарона, поскольку рекордным числом хоум-ранов Рута было 714, а рекорд Хэнка Аарона, который он установил 8 апреля 1974 года, равен 715. Померанц был математиком в университете штата Джорджия, когда Аарон (член команды Атланта Брэйвз) побил рекорд Рута, и студент одного из коллег Померанца заметил, что суммы простых делителей чисел 714 и 715 совпадают.

## Триплет Рута — Аарона
Триплеты Рута — Аарона, то есть тройки из последовательных простых чисел с равными суммами простых множителей, тоже существуют. Если учитывать только различные делители, то первый и, предположительно, второй триплеты — это
89 460 294 = 2 × 3 × 7 × 11 × 23 × 8419
89 460 295 = 5 × 4201 × 4259
89 460 296 = 2 × 2 × 2 × 31 × 43 × 8389
и 2 + 3 + 7 + 11 + 23 + 8419 = 5 + 4201 + 4259 = 2 + 31 + 43 + 8389 = 8465
151 165 960 539 = 3 × 11 × 11 × 83 × 2081 × 2411
151 165 960 540 = 2 × 2 × 5 × 7 × 293 × 1193 × 3089
151 165 960 541 = 23 × 29 × 157 × 359 × 4021
и 3 + 11 + 83 + 2081 + 2411 = 2 + 5 + 7 + 293 + 1193 + 3089 = 23 + 29 + 157 + 359 + 4021 = 4589
Первые два триплета, когда учитываются все делители, — это
417 162 = 2 × 3 × 251 × 277
417 163 = 17 × 53 × 463
417 164 = 2 × 2 × 11 × 19 × 499
и 2 + 3 + 251 + 277 = 17 + 53 + 463 = 2 + 2 + 11 + 19 + 499 = 533
6 913 943 284 = 2 × 2 × 37 × 89 × 101 × 5197
6 913 943 285 = 5 × 283 × 1259 × 3881
6 913 943 286 = 2 × 3 × 167 × 2549 × 2707
и 2 + 2 + 37 + 89 + 101 + 5197 = 5 + 283 + 1259 + 3881 = 2 + 3 + 167 + 2549 + 2707 = 5428
По состоянию на 2006 год известны только эти четыре триплета.